# Gran Premi dels Estats Units del 2001
Resultats del Gran Premi dels Estats Units de Fórmula 1 de la temporada 2001, disputat al circuit de Indianàpolis el 30 de setembre del 2001.

## Resultats de la cursa
| Pos | No | Pilot                 | Equip              | Voltes | Temps/ Retir.    | Pos. de sort. | Punts |
| --- | -- | --------------------- | ------------------ | ------ | ---------------- | ------------- | ----- |
| 1   | 3  | Mika Häkkinen         | McLaren - Mercedes | 73     | 1h 32' 42. 840   | 4             | 10    |
| 2   | 1  | Michael Schumacher    | Ferrari            | 73     | + 11.046 s       | 1             | 6     |
| 3   | 4  | David Coulthard       | McLaren - Mercedes | 73     | + 12.043 s       | 7             | 4     |
| 4   | 12 | Jarno Trulli          | Jordan - Honda     | 73     | + 57.423 s       | 8             | 3     |
| 5   | 18 | Eddie Irvine          | Jaguar - Cosworth  | 73     | + 1' 12.434 min. | 14            | 2     |
| 6   | 16 | Nick Heidfeld         | Sauber - Petronas  | 73     | + 1' 12.996 min. | 6             | 1     |
| 7   | 11 | Jean Alesi            | Jordan - Honda     | 72     | + 1 Volta        | 9             |       |
| 8   | 7  | Giancarlo Fisichella  | Benetton - Renault | 72     | + 1 Volta        | 12            |       |
| 9   | 8  | Jenson Button         | Benetton - Renault | 72     | + 1 Volta        | 10            |       |
| 10  | 22 | Heinz-Harald Frentzen | Prost - Acer       | 72     | + 1 Volta        | 15            |       |
| 11  | 9  | Olivier Panis         | BAR - Honda        | 72     | + 1 Volta        | 13            |       |
| 12  | 19 | Pedro de la Rosa      | Jaguar - Cosworth  | 72     | + 1 Volta        | 16            |       |
| 13  | 15 | Enrique Bernoldi      | Arrows - Asiatech  | 72     | + 1 Volta        | 19            |       |
| 14  | 23 | Tomáš Enge            | Prost - Acer       | 72     | + 1 Volta        | 21            |       |
| 15  | 2  | Rubens Barrichello    | Ferrari            | 71     | Motor            | 5             |       |
| Ret | 10 | Jacques Villeneuve    | BAR - Honda        | 45     | Suspensions      | 18            |       |
| Ret | 14 | Jos Verstappen        | Arrows - Asiatech  | 44     | Motor            | 20            |       |
| Ret | 6  | Juan Pablo Montoya    | Williams - BMW     | 38     | Hidràulics       | 3             |       |
| Ret | 20 | Alex Yoong            | Minardi - European | 38     | Caixa canvi      | 22            |       |
| Ret | 5  | Ralf Schumacher       | Williams - BMW     | 36     | Virolla          | 2             |       |
| Ret | 21 | Fernando Alonso       | Minardi - European | 36     | Palier / Eix     | 17            |       |
| Ret | 17 | Kimi Räikkönen        | Sauber - Petronas  | 2      | Palier / Eix     | 11            |       |

## Altres
- Pole: Michael Schumacher 1' 11. 708

- Volta ràpida: Juan Pablo Montoya 1' 14. 448 (a la volta 36)